# 林至
林至，字晋善，福建福州府福清县人，明朝政治人物、同進士出身。

## 生平
永樂九年，福建乡试中舉。永樂十九年（1421年）辛丑科進士，授六合县知县。